# Enoé Uranga
Enoé Margarita Uranga Muñoz (nascida em 1 de maio de 1963)  é uma política do México. Ela foi eleita para o 111º Congresso do Distrito Federal pelo Partido da Revolução Democrática . No Congresso, Uranga é Secretária da Comissão de Direitos Humanos.
Uranga foi a primeira mulher assumidamente homossexual a participar da legislatura estadual na história do México. Ela também participa do movimento mexicano pelos direitos LGBTs desde a década de 80.

## Carreira
Uranga é graduada pela Universidade Livre de Berlim e pela Universidad Autónoma Metropolitana.
Do ano 2000 ao ano de 2003, atuou como presidente da Comissão de Direitos Humanos da Assembleia Legislativa do Distrito Federal na Cidade do México.